# Ken Daurio
Ken Daurio (* 15. Juli 1971) ist ein US-amerikanischer Drehbuchautor.
Er arbeitete von Beginn seiner Laufbahn im Jahr 1999 bis 2019 regelmäßig mit dem Drehbuchautor Cinco Paul zusammen. Bekannt wurden beide vor allem für ihre Drehbücher zu den Animationsfilmen von Illumination Entertainment.

## Filmografie (Auswahl)
- 2001: Bubble Boy
- 2001: 42K
- 2002: Santa Clause 2 – Eine noch schönere Bescherung (The Santa Clause 2)
- 2003: Special (Kurzfilm)
- 2006: Wo ist Fred?
- 2008: Horton hört ein Hu! (Horton Hears a Who!)
- 2008: College Road Trip
- 2010: Ich – Einfach unverbesserlich (Despicable Me)
- 2011: Hop – Osterhase oder Superstar? (Hop)
- 2012: Der Lorax (Dr. Seuss' The Lorax)
- 2013: Ich – Einfach unverbesserlich 2 (Despicable Me 2)
- 2015: Minions: Mini-Movie – Competition (Kurzfilm)
- 2016: Pets (The Secret Life of Pets)
- 2017: Ich – Einfach unverbesserlich 3 (Despicable Me 3)
- 2021: Schmigadoon! (Fernsehserie)
- 2024: Ich – Einfach unverbesserlich 4 (Despicable Me 4)

## Werk
- Cinco Paul, Ken Daurio: Sleepy Kittens (Despicable Me). 2010, LB Kids, ISBN 978-0-316-08381-2